# Como Se Tornar o Pior Aluno da Escola
Como se Tornar o Pior Aluno da Escola é um livro escrito pelo apresentador Danilo Gentili, lançado em 2009. No livro, é ensinado passo-a-passo sobre como uma pessoa pode se tornar o pior aluno em uma escola.
Em abril de 2010, o livro de Danilo foi denunciado no Ministério Público Federal. A denúncia foi feita por um pai de um leitor menor de idade. Após o pai ler trechos do livro, enviou uma carta ao órgão para criticar a obra que, segundo ele, ensina maneiras ruins aos estudantes.
No programa Roberto Justus + o apresentador perguntou para o autor do livro se ele não pensou na má repercussão; Danilo respondeu em seguida "Pensei; ao pensar, falei: 'É, precisa virar livro'". Segundo ele, o livro fala de coisas inadequadas que ele mesmo gostava de fazer quando mais jovem no colegial. Gentili disse que "o livro contém páginas negras, para o leitor elaborar seus planos; contém também uma tabela que o leitor pode verificar qual apelido dar para seu amigo, e praticar o bullying".

## Filme
Em setembro de 2012, foi anunciado que seu livro iria virar filme. Gentili negociou os direitos de Como se Tornar o Pior Aluno da Escola com a produtora Clube Filmes. O diretor dirigente do filme é Fabrício Bittar. Em fevereiro de 2016, Carlos Villagrán, o Quico do seriado Chaves, veio ao Brasil para assinar o contrato para o filme como antagonista principal e diretor da escola o qual irá se passar a trama. Danilo colaborou com o roteiro e também atuou. As filmagens foram iniciadas em agosto de 2016, chegando aos cinemas nacionalmente em 12 de outubro de 2017.
Na sua página na rede social Facebook, Danilo publicou:
| “ | Espero que esse filme apresente um gênero inédito por aqui há décadas: comédia brasileira… engraçada! | ” |